# 王干文
王干文 (英语: Jason Wong；1964年6月15日—)，是中国的企业家、投資人。他曾发起多个大规模特殊目的收购公司 (英语简称: SPAC)。现任诺圻资本创始人兼主席；文化传信董事会主席兼非执行董事，香港股票分析师协会SPAC分会主席，2023福布斯中国ESG创新企业评选评委会主席等职。

## 履历
从1989年开始，王干文在美国Clay＆Co会计师事务所担任高级审计师，他在此积累了早期的行业经验。三年后的1992年，他转至安永会计师事务所。次年，他加入Transpac Capital Ltd担任财务顾问。
2013年王干文作为创始合伙人与日本Whiz Partners Inc.共同发起了汇泽亚洲拓展基金（Whiz Asia Evolution Fund）。2013年起
在汇亚资本Transpac Capital担任创始合伙人及投资委员会成员。2014年参与发起DT Asia Investments Limited，该项目取得了显著成功，在2015年被《国际并购杂志》评为2014最佳上市项目。 
王干文主导发起了多个特殊目的收购公司，2018年在Tottenham Acquisition I Ltd担任发起人及公司主席(Norwich Investment Ltd.)，该公司作为一家特殊目的收购公司于2018年8月在纳斯达克上市，股票代码TOTA，于2020年12月完成合并。2020年起在Ace Global Business Acquisition Ltd担任发起人及公司主席，该公司于2021年4月6日在纳斯达克上市，股票代码ACBA。2021年12月9日，王干文与Soul Ventures联合发起的特殊目的收购公司Inception Growth Acquisition Limited（NASDAQ：IGTA）正式于纳斯达克上市。 
2022年起，在 Ace Eight Acquisition Corporation担任首席执行官兼执行董事，该公司作为一家特殊目的收购公司在港交所递交了上市申请。在文化传信担任董事會主席兼非执行董事。
2023年7月24日，王干文与Keen Vision Capital (“凯华资本”)共同设立的KVC Sponsor LLC发起的SPAC公司Keen Vision Acquisition Corporation（简称“KVAC”）在纳斯达克上市，股票代码：KVACU。